# Salon des indépendants de 1913
Le Salon des indépendants de 1913 est la vingt-neuvième édition du Salon des indépendants, une exposition artistique annuelle à Paris, en France. Il se tient du 19 mars 1913 au 18 mai 1913 sur le quai d'Orsay et le pont de l'Alma.

## Œuvres présentées
- Robert Delaunay, L'Équipe de Cardiff.
- Albert Gleizes, Les Joueurs de football.
- Jean Metzinger, L'Oiseau bleu.
- Piet Mondrian, Paysage avec arbres.
- Francis Picabia, La Procession, Séville.
- Léopold Survage, Baigneurs et Baigneuses.
- Maxime Echivard, La Dame à la rose.